# 石柱镇 (洞口县)
石柱镇，原为石柱乡，是中华人民共和国湖南省邵陽市洞口县下辖的一个乡镇级行政单位。位于洞口县东北部，雪峰山东麓。2018年撤乡设镇。区划代码改为430525113。

## 行政区划
石柱镇下辖以下地区：
燕岩村、黄双村、市塘村、樟木村、柳江村、兰溪村、东政村、坎上村、石柱村、竹鸡村、兰河村、墨砚村、水塘村、塘万村、八寨村、七岭村和岩口村。